# Warrenton (Oregon)
Warrenton az Amerikai Egyesült Államok északnyugati részén, Oregon állam Clatsop megyéjében helyezkedik el. A 2010. évi népszámláláskor 4989 lakosa volt. A város területe 45,74 km², melyből 12,67 km² vízi.

## Történet
A területen 1848-ban alapították meg Lexingtont, amely a megye első székhelye is lett. A hely később Skipanon néven lett ismert, mivel itt folyik a Skipanon-folyó. Lexington postahivatala 1850 és 1857 között szakaszosan üzemelt; Skipanoné viszont megszakítások nélkül 1871-től egészen 1903-ig.
1863-ban épült meg a Stevens-erőd. Az építmény ma védelem alatt áll.
A területet 1889 óta hívják Warrentonnak; városi rangot hivatalosan 1899-ben kapott. Az árapálysíkságokra épült város épsége a kínai munkások által emelt töltéseken múlt; az építmények megakadályozták, hogy a Columbia-folyó elöntse a várost.
Az első telepesek Jeremiah Gerome Tuller, J. W. Wallace, D. E. Pease, Ninian A. Eberman és George Washington Coffinberry voltak, akik főként 1845 és 1850 között tartózkodtak itt. Az 1870-es évekig alig történtek fejlesztések, azonban ekkor D. K. Warren kivásárolta a korábbi tulajdonosokat, és a kínai munkások segítségével 1878-ra egy 4 km hosszú gátat épített. A következő évben 1100 dolláros támogatással elkészült az első iskolaépület, melyet a helyi iskolakerületnek adományozott.

## Földrajz és éghajlat

### Földrajz
A Népszámlálási Hivatal adatai alapján a város területe 45,74 km², melyből 12,67 km² vízi.
Warrenton a Youngs-öböl mentén 13 km-re nyugatra található Astoriától a Columbia-folyó torkolatánál, az öböl felett átívelő 1300 m hosszú híd után.
A városnak két, halászhajókat fogadni képes kikötője van.

#### Kerületek
Warrenton négy korábbi közösségből (Flavel, Fort Stevens, Hammond, és Skipanon) áll.
Fort Stevens postahivatala 1899 és 1949 között működött az azonos nevű katonai bázison. Hammond városa népszavazás útján oszlott fel 1991 novemberében, majd december 5-én csatlakozott Warrentonhoz. A közösség Andrew B. Hammond favágó után kapta nevét. Az eredetileg  Ne-ahk-stow nevű Hammond különálló város; irányítószáma 97121.

### Éghajlat
A térség nyarai melegek (de nem forróak) és szárazak; a havi maximum átlaghőmérséklet 22 °C. A Köppen-skála alapján a város éghajlata meleg nyári mediterrán. A legcsapadékosabb a november–január, a legszárazabb pedig a július–augusztus közötti időszak. A legmelegebb hónap augusztus, a leghidegebb pedig december.
| Hónap                         | Jan.  | Feb.  | Már. | Ápr. | Máj. | Jún. | Júl. | Aug. | Szep. | Okt. | Nov. | Dec.  | Év    |
| ----------------------------- | ----- | ----- | ---- | ---- | ---- | ---- | ---- | ---- | ----- | ---- | ---- | ----- | ----- |
| Rekord max. hőmérséklet (°C)  | 21,1  | 23,9  | 26,7 | 28,3 | 33,9 | 37,2 | 38,3 | 36,7 | 35,0  | 29,4 | 22,8 | 19,4  | 38,3  |
| Átlagos max. hőmérséklet (°C) | 10,0  | 11,1  | 12,2 | 13,3 | 15,6 | 17,8 | 19,4 | 20,6 | 20,0  | 16,1 | 12,2 | 9,4   | 14,8  |
| Átlaghőmérséklet (°C)         | 6,7   | 7,5   | 8,1  | 9,5  | 11,7 | 18,9 | 15,6 | 16,2 | 15,0  | 12,2 | 8,3  | 6,1   | 11,3  |
| Átlagos min. hőmérséklet (°C) | 3,3   | 3,8   | 3,9  | 5,0  | 7,8  | 10,0 | 11,7 | 11,7 | 10,0  | 8,3  | 4,4  | 2,8   | 6,9   |
| Rekord min. hőmérséklet (°C)  | −11,7 | −12,8 | −5,6 | −4,4 | −2,2 | 0,0  | 2,8  | 0,6  | 0,6   | −3,3 | −9,4 | −14,4 | −14,4 |
| Átl. csapadékmennyiség (mm)   | 259   | 188   | 191  | 132  | 84   | 64   | 25   | 30   | 53    | 152  | 284  | 251   | 1713  |
| Forrás: The Weather Channel   |       |       |      |      |      |      |      |      |       |      |      |       |       |

## Népesség

### 2010
A 2010-es népszámláláskor a városnak 4989 lakója, 1948 háztartása és 1287 családja volt. A népsűrűség 150,9 fő/km². A lakóegységek száma 2196, sűrűségük 66,4 db/km². A lakosok 91,5%-a fehér, 0,6%-a afroamerikai, 1,3%-a indián, 1,1%-a ázsiai, 0,7%-a a Csendes-óceáni szigetekről származik, 1,8%-a egyéb-, 3% pedig kettő vagy több etnikumú. A spanyol vagy latino származásúak aránya 5,7% (4,4% mexikói, 0,1% Puerto Ricó-i, 1,1% pedig egyéb spanyol/latino származású).
A háztartások 31,3%-ában élt 18 évnél fiatalabb. 48,5% házas, 11,7% egyedülálló nő, 5,9% pedig egyedülálló férfi; 33,9% pedig nem család. 26,4% egyedül élt; 10%-uk 65 éves vagy idősebb. Egy háztartásban átlagosan 2,45 személy élt; a családok átlagmérete 2,95 fő.
A medián életkor 37,6 év volt. A város lakóinak 23,8%-a 18 évesnél fiatalabb, 9,8% 18 és 24 év közötti, 25,2%-uk 25 és 44 év közötti, 27,4%-uk 45 és 64 év közötti, 14%-uk pedig 65 éves vagy idősebb. A lakosok 51%-a férfi, 49%-uk pedig nő.

### 2000
A 2000-es népszámláláskor a városnak 4096 lakója, 1621 háztartása és 1087 családja volt. A népsűrűség 128,3 fő/km². A lakóegységek száma 1799, sűrűségük 56,3 db/km². A lakosok 92,53%-a fehér, 0,22%-a afroamerikai, 1,32%-a indián, 0,76%-a ázsiai, 0,02%-a a Csendes-óceáni szigetekről származik, 1,27%-a egyéb-, 2,83% pedig kettő vagy több etnikumú. A spanyol vagy latino származásúak aránya 2,91% (2% mexikói, 0,9% Puerto Ricó-i, 0,01% pedig egyéb spanyol/latino származású).
A háztartások 33,7%-ában élt 18 évnél fiatalabb. 52,1% házas, 11% egyedülálló nő; 32,9% pedig nem család. 26,5% egyedül élt; 10,5%-uk 65 éves vagy idősebb. Egy háztartásban átlagosan 2,49 személy élt; a családok átlagmérete 3 fő.
A város lakóinak 26,6%-a 18 évnél fiatalabb, 8,2%-a 18 és 24 év közötti, 29,8%-a 25 és 44 év közötti, 22,4%-a 45 és 64 év közötti, 13,1%-a pedig 65 éves vagy idősebb. A medián életkor 37 év volt. Minden 100 nőre 103 férfi jut; a 18 évnél idősebb nőknél ez az arány 100,3.
A háztartások medián bevétele 33 472 amerikai dollár, ez az érték családoknál $42 946. A férfiak medián keresete $31 654, míg a nőké $21 133. A város egy főre jutó bevétele (PCI) $16 874. A családok 11,9%-a, a teljes népesség 14,2%-a élt létminimum alatt; a 18 év alattiaknál ez a szám 19,4%, a 65 évnél idősebbeknél pedig 11,7%.

## Oktatás
A városnak két iskolája van: a 250–400 diákot oktató Warrenton High School gimnázium, és a Warrenton Grade School általános iskola.

## Nevezetes személyek
- Brian Bruney – baseballjátékos
- Janet Stevenson – író

## Fordítás
Ez a szócikk részben vagy egészben  a   Warrenton, Oregon című angol Wikipédia-szócikk ezen változatának fordításán alapul.  Az eredeti cikk szerkesztőit annak laptörténete sorolja fel. Ez a jelzés csupán a megfogalmazás eredetét és a szerzői jogokat jelzi, nem szolgál a cikkben szereplő információk forrásmegjelöléseként.